# Susukan (plaats in Banjarnegara)
Susukan is een bestuurslaag in het regentschap Banjarnegara van de provincie Midden-Java, Indonesië. Susukan telt 3098 inwoners (volkstelling 2010).